# Big Brother (canción de Kabah)
«Big Brother» es una canción cantada por la agrupación mexicana Kabah, incluida en su quinto álbum de estudio titulado La vida que va. Fue lanzada como el segundo sencillo oficial del disco y es considerado otro éxito de la agrupación. Una parte dos titulada “El Complot” fue lanzada como el segundo sencillo de su sexto álbum, La vuelta al mundo en 2003 (para la segundo temporada del programa mexicano de telerrealidad Big Brother).

## Otros datos
En 2023 esta canción, junto con otros de sus más grandes éxitos musicales, formó parte la gira musical 90's Pop Tour de la banda, compartiendo escenario con otros artistas y bandas como OV7, Magneto, JNS.

## Lista de canciones

### CD - Promo[8]
| Big Brother— Single |               |          |  |
| N.º                 | Título        | Duración |  |
| 1.                  | «Big Brother» | 3:35     |  |

## Video musical
Fue grabado y filmado en el año 2002 y se muestra a los integrantes y a los famosos en varias escenografías donde se grabó el show Big Brother mientras bailan y cantan la canción durante todo el videoclip.